# Scopariinae
Sous-famille
Les Scopariinae sont une sous-famille d'insectes de l'ordre des lépidoptères (papillons).

## Liste des genres
Selon Fauna Europaea (2 oct. 2016) :
- Anarpia Chapman 1912
- Cholius Guénée 1845
- Eudonia Billberg 1820
- Gesneria Hübner 1825
- Heliothela Guénée 1854
- Scoparia Haworth 1811
- Syrianarpia Leraut 1982

Selon NCBI (2 oct. 2016) :
- genre Cosipara
- genre Eudonia
- genre Gesneria
- genre Phanomorpha
- genre Scoparia

Selon ITIS (2 oct. 2016) :
- genre Cosipara Munroe, 1972